# Vanuatský vatu
Vanuatský vatu je zákonným platidlem melanéského ostrovního státu Vanuatu. Jeho ISO 4217 kód je VUV. Vatu nemá žádné dílčí jednotky. Vznikl v roce 1981, kdy nahradil do té doby používaný frank Nových Hebrid. V září 2015 byl směnný kurz 100 VUV = 22,427 CZK.

## Historie měn na Vanuatu
Vanuatu bylo mezi roky 1906 a 1980 pod společnou správou Francie a Spojeného království jako tzv. „kondominium Nové Hebridy“. Do roku 1941 byly na území dnešního Vanuatu v oběhu francouzský frank, britská libra a australská libra. V roce 1941 byl do oběhu uveden frank Nových Hebrid. O čtyři roky později (1945) vznikl CFP frank, který používaly francouzské kolonie v Pacifiku - Francouzská Polynésie, Nová Kaledonie, Wallis a Futuna i Nové Hebridy. Místní frank "byl pohlcen" CFP frankem, stal se jeho součástí. Tento stav trval až do roku 1969, kdy se frank Nových Hebrid odloučil od CFP franku. V témže roku byl pevně navázán na australský dolar (v poměru 1 dolar = 100 franků), který byl po franku druhým platidlem používaným na Nových Hebridách. V roce 1980 vyhlásily Nové Hebridy nezávislost. 1. ledna 1981 a přejmenovaly zdejší měnu z franku na vatu. Nové bankovky se do oběhu dostaly až v březnu 1982, v dubnu 1983 byla ukončena platnost bankovek a mincí australského dolaru i franku Nových Hebrid na území Vanuatu.

## Mince a bankovky
Mince vatu se do oběhu dostaly v roce 1983 a měly hodnoty 1, 2, 5, 10, 20, 50, 100 vatu. Na reversní straně všech mincí je vyobrazen vanuatský státní znak. Na aversní straně se vyskytují motivy ze zdejší přírody. V roce 2015 byla do oběhu uvedena nová série mincí o nominálních hodnotách 5, 10, 20, 50, 100 vatu.
Používaná série bankovek sestává z hodnot 100, 200, 500, 1000, 5000, 10000 vatu.